# Ashwini Ponnappa
Ashwini Ponnappa, née le 18 septembre 1989 à Bangalore, est une joueuse indienne de badminton.

## Palmarès
- Championnats du monde de badminton
  -  Médaille de bronze en double dames aux Championnats du monde de badminton 2011 avec Jwala Gutta
- Jeux du Commonwealth
  -  Médaille d'or en double dames en 2010 avec Jwala Gutta
  -  Médaille d'argent en équipe mixte en 2010
  -  Médaille d'argent en double dames en 2014 avec Jwala Gutta
- Uber Cup
  -  Médaille de bronze en 2014
- Championnats d'Asie de badminton
  -  Médaille de bronze en double dames en 2014 avec Jwala Gutta